# 5085 Hippocrene
5085 Hippocrene eller 1977 NN är en asteroid i huvudbältet som upptäcktes den 14 juli 1977 av den rysk-sovjetiske astronomen Nikolaj Tjernych vid Krims astrofysiska observatorium på Krim. Den har fått sitt namn efter den grekiska källan Hippokrene.
Asteroiden har en diameter på ungefär 4 kilometer och den tillhör asteroidgruppen Flora.